# Simulium cerradense
Simulium cerradense är en tvåvingeart som beskrevs av Coscaron, de Cerqueira, Schumaker och La Salvia 1992. Simulium cerradense ingår i släktet Simulium och familjen knott. Inga underarter finns listade i Catalogue of Life.